# チェコスロバキア・グランプリ
チェコスロバキア・グランプリ（Czechoslovakian Grand Prix）は、かつてチェコスロバキアで開催された自動車レースのグランプリである。

## 概要
1930年9月28日、マサリク・サーキットで初開催され、1938年にドイツに併合されるまで続けられた。この期間はF1カーの前身であるグランプリカーによって競われた。
中断期間を経て、1949年にF1カーによって戦後最初のグランプリが行われた。マサリクサーキットは17.8 km（11.06 マイル）に短縮され、曇りであったにもかかわらず400,000人が集まった。フォーミュラカーでの開催はこの年限りで、再び長い中断期間に入った。
1976年、ヨーロッパツーリングカー選手権 (ETC) の1戦として再開された。1987年には世界ツーリングカー選手権 (WTC) 、1988年はグループCの世界スポーツプロトタイプカー選手権 (WSPC) として開催されたが、これが最後のイベントとなった。

## チェコスロバキアレースでの勝者
桃色の背景は世界選手権ではない。
| 年       | ドライバー                                                              | 製造者               | 場所                 | 詳細     |
| -------- | ----------------------------------------------------------------------- | -------------------- | -------------------- | -------- |
| 1988年   | ヨッヘン・マス ジャン＝ルイ・シュレッサー                               | ザウバー・メルセデス | マサリク・サーキット | Report   |
| 1987年   | クラウス・ルドヴィグ Klaus Niedzwiedz                                   | フォード             | マサリク・サーキット | Report   |
| 1986年   | Ulf Granberg トマス・リンドストローム                                   | ボルボ               | マサリク・サーキット | Report   |
| 1985年   | Ulf Granberg アンデルス・オロフソン                                     | ボルボ               | マサリク・サーキット | Report   |
| 1984年   | トム・ウォーキンショー ハンス・ヘイヤー                                 | ジャガー             | マサリク・サーキット | Report   |
| 1983年   | トム・ウォーキンショー Chuck Nicholson                                  | ジャガー             | マサリク・サーキット | Report   |
| 1982年   | トム・ウォーキンショー Chuck Nicholson                                  | ジャガー             | マサリク・サーキット | Report   |
| 1981年   | Umberto Grano ヘルムート・ケレナース                                    | BMW                  | マサリク・サーキット | Report   |
| 1980年   | ヘルムート・ケレナース Siegfried Müller Jr.                             | BMW                  | マサリク・サーキット | Report   |
| 1979年   | Raymond Van Hove Belgium Jean Xhenceval ピエール・デュドネ              | BMW                  | マサリク・サーキット | Report   |
| 1978年   | カルロ・ファチェッティ Martino Finotto                                  | BMW                  | マサリク・サーキット | Report   |
| 1977年   | カルロ・ファチェッティ Martino Finotto                                  | BMW                  | マサリク・サーキット | Report   |
| 1976年   | Jean Xhenceval Pierre Dieudonné Umberto Grano                           | BMW                  | マサリク・サーキット | Report   |
| 1950 -75 | Not held                                                                | Not held             | Not held             | Not held |
| 1949年   | ピーター・ホワイトヘッド                                                | フェラーリ           | マサリク・サーキット | Report   |
| 1938 -48 | Not held                                                                | Not held             | Not held             | Not held |
| 1937年   | ルドルフ・カラツィオラ                                                  | メルセデス・ベンツ   | マサリク・サーキット | Report   |
| 1936     | Not held                                                                | Not held             | Not held             | Not held |
| 1935年   | ベルント・ローゼマイヤー                                                | アウトウニオン       | マサリク・サーキット | Report   |
| 1934年   | ハンス・スタック                                                        | アウトウニオン       | マサリク・サーキット | Report   |
| 1933年   | ルイ・シロン                                                            | ブガッティ           | マサリク・サーキット | Report   |
| 1932年   | ルイ・シロン                                                            | ブガッティ           | マサリク・サーキット | Report   |
| 1931年   | ルイ・シロン                                                            | ブガッティ           | マサリク・サーキット | Report   |
| 1930年   | ハインリッヒ・ヨアヒム・フォン・モルゲン、 ヘルマン・ツー・ライニンゲン | ブガッティ           | マサリク・サーキット | Report   |